# Т-группа (математика)
Т-группа — группа, в которой отношение нормальности на множестве всех её подгрупп транзитивно.

## Примеры
- Простая группа является Т-группой.
- Дедекиндова группа является Т-группой.
- Все группы порядка, меньшего чем 8, являются Т-группами.

## Свойства
- Всякая нильпотентная Т-группа является дедекиндовой.
- Класс Т-групп замкнут относительно взятия нормальных подгрупп и факторгрупп.
- Всякая разрешимая Т-группа является метабелевой.
- В конечной Т-группе отношение квазинормальности на множестве всех её подгрупп транзитивно[1]